# Багряна, Елисавета
Елисавета Багряна (болг. Елисавета Багряна, настоящее имя — Елисавета Любомирова Белчева; 29 апреля 1893, София — 23 марта 1991, там же) — болгарская поэтесса, переводчик, автор произведений для детей и юношества, один из авторов гимна НРБ (в 1950—1964) «Българийо мила». Герой Народной Республики Болгария (1983). Герой Социалистического Труда Народной Республики Болгария. Лауреат Димитровской премии (1950).

## Биография
Окончила среднюю школу в Софии в 1910, затем в течение года работала учителем сельской школы, где получила непосредственный опыт жизни болгарской деревни и сельских женщин. В 1911—1915 Е. Багряна изучала славянскую филологию в Софийском университете. Здесь познакомилась с многими будущими деятелями культуры Болгарии, среди которых были Димчо Дебелянов, Йордан Йовков и другие.
В 1915—1919 учительствовала в г. Враца и Кюстендил. В 1921 вернулась в Софию, преподавала болгарскую филологию в Софийском университете и активно занималась литературным творчеством.
Сотрудничала с журналами «Вестник на жената», «Лик», «Съвременник», «Златорог» и др.

## Творчество
Багряна — новатор в болгарской литературе. Первой в Болгарии в своих стихах показала внутренние и интимные душевные переживания женщины. Стиль Е. Багряной представляет собой сплав народной песенной лексики и современных поэтических средств — сочетание традиций и современности.
В 1915 году в журнале «Современная мысль» были впервые напечатаны два её стихотворения «Почему» и «Вечерняя песня».
Сборники поэзии «Вечная и святая» (1927), «Звезда моряка» (1932), «Сердце людское» (1936) наполнены неудовлетворенностью от окружающей действительности, протестом против унижения женского достоинства в условиях буржуазного общества.
После Второй мировой войны Багряна принимала активное участие в создании новой национальной литературы и культуры. Сборник «Пять звёзд» (1953) посвящён строителям социализма, болгаро-советской дружбе, братству между народами.
Багряна — известная переводчица русских и других поэтов, автор детских произведений.
В 1991 году, имя Багряны было официально внесено в «Американскую энциклопедию континентальных женщин-писателей», среди единственных двух болгарских поэтесс Благи Димитровой и Вани Петковой.
Стихи Е. Багряной переведены на 30 языков мира.

## Избранные произведения
Автор сборников стихотворений:
- Вечната и святата (1927)
- Търкулната годинка (1931)
- Звезда на моряка (1931)
- Сърце човешко (1936)
- Пет звезди (1953)
- От бряг до бряг (1963)
- Контрапункти (1972)
- Светлосенки (1977)
- SOS
- Зовът на морето
- Бъдник
- Словенски вечери
- На брега на времето (1983)
- Птица с моторно сърце  и др.

## Награды
- Медаль Герой Народной Республики Болгария (1983).
- Герой Социалистического Труда Народной Республики Болгария.
- Орден «Георгий Димитров» (1983).
- Лауреат Димитровской премии (1950).
- В 1943, 1944 и 1945 годах номинировалась на Нобелевскую премию по литературе.
- В честь Елисаветы Багряной назван астероид — 4400 Багряна, открытый 24 августа 1985 года.